# 石神城
石神城（いそのかみじょう）は、岐阜県飛騨市神岡町石神にあった日本の城。別名を二越城あるいは杏城と称する。江馬氏城館跡を構成する遺跡の一つとして昭和55年（1980年）3月21日に国の史跡に指定された。
上宝道を見下ろす比高100mの山上に築かれている。主郭は東西27m、南北19mで、南側の尾根に堀切、西の入口には虎口が設けられている。その西には土橋があり、南北に竪堀が築かれて侵入を阻む構造となっている。さらに西の尾根の端にも土橋を有する堀切がある。
正確な築城時期は不明であるが、江馬家後鑑録に江馬時経が築いたと記されている。天正10年（1582年）に江馬氏の滅亡の際に落城したとみられる。